# Adam Sawczyński
Adam Tymoteusz Sawczyński (ur. 22 sierpnia 1892 we Lwowie, zm. 19 marca 1975 w Londynie) – polski historyk wojskowości, pułkownik artylerii Wojska Polskiego i Polskich Sił Zbrojnych.

## Życiorys
Urodził się 22 sierpnia 1892 we Lwowie jako syn Henryka. Absolwent Uniwersytetu Lwowskiego.
Brał udział w wojnie polsko-bolszewickiej w szeregach 12 pułku artylerii polowej. 1 marca 1924 roku, jako major rezerwy powołany do służby czynnej został przesunięty ze stanowiska dowódcy baterii na stanowisko dowódcy I dywizjonu 12 pułku artylerii polowej w Złoczowie. 23 stycznia 1928 roku został mianowany podpułkownikiem ze starszeństwem z dniem 1 stycznia 1928 roku i 15. lokatą w korpusie oficerów artylerii. W 1928 roku został przeniesiony do Centrum Wyszkolenia Artylerii w Toruniu i wyznaczony na stanowisko dowódcy 1 baterii szkolnej. W następnym roku został dowódcą dywizjonu szkolnego w Szkole Podchorążych Artylerii. Z dniem 1 września 1931 roku został przeniesiony do 2 dywizjonu artylerii konnej w Dubnie na stanowisko dowódcy dywizjonu. W 1934 roku został przeniesiony do Wyższej Szkoły Wojennej w Warszawie na stanowisko wykładowcy. 4 lipca 1935 roku został dowódcą 18 pułku artylerii lekkiej w Ostrowi Mazowieckiej. Pułkiem dowodził do 16 czerwca 1936 roku. Na pułkownika został awansowany ze starszeństwem z dniem 1 stycznia 1936 roku i 2. lokatą w korpusie oficerów artylerii. Przez kolejne trzy lata pełnił służbę na stanowisku komendanta Szkoły Podchorążych Artylerii w Toruniu.
W czasie kampanii wrześniowej 1939 roku był dowódcą artylerii dywizyjnej 41 Dywizji Piechoty (rezerwowej). Następnie przebywał w niewoli niemieckiej w oflagu II C Woldenberg. Był tam czynny w konspiracji obozowej – wykładał historię wojen i wojskowości w tajnym kształceniu obozowym.
Po wojnie udał się na emigrację do Wielkiej Brytanii. Doktorat obronił w 1967 (Polskie siły zbrojne - kampania wrześniowa) pod kierunkiem Mariana Kukiela na Polskim Uniwersytecie na Obczyźnie. na tej uczelni był wykładowcą historii nowożytnej. Zajmował się historią wojskowości polskiej XVI i XVII wieku a także polskim czynem zbrojnym w okresie II wojny światowej. Członek Instytutu Polskiego i Muzeum im. gen. W. Sikorskiego. Pełnił funkcję wiceprezesa Polskiego Towarzystwa Historycznego w Wielkiej Brytanii.
Zmarł 19 marca 1975 w Londynie. Pochowany na cmentarzu Salwatorskim w Krakowie (sektor SC10-12-5).

## Wybrane publikacje
- Les institutions militaires polonaises au XVIIe siècle, Paris 1952.
- Polskie instytucje wojskowe w XVII wieku, Londyn 1954.

## Ordery i odznaczenia
- Krzyż Złoty Orderu Virtuti Militari nr 132[11][13]
- Krzyż Srebrny Orderu Virtuti Militari nr 900 (1922)[14]
- Krzyż Komandorski Orderu Odrodzenia Polski[11]
- Krzyż Oficerski Orderu Odrodzenia Polski (11 listopada 1937)[15]
- Krzyż Walecznych (1921)[16]
- Złoty Krzyż Zasługi (10 listopada 1928)[17]
- Medal Pamiątkowy za Wojnę 1918–1921
- Medal Dziesięciolecia Odzyskanej Niepodległości